# 桜倉メグ
桜倉 メグ（さくら メグ、12月31日 - ）は、日本の漫画家。東京都出身。女性。血液型はB型。日本デザイナー学院マンガ科卒業。代表作は『170cm★オトメチカ』。
2009年、『なかよし』12月号増刊『なかよしラブリー』秋の号（講談社）にて『5月の恋ひこうき』でデビュー。第48回なかよし新人漫画賞佳作受賞。趣味は猫と遊ぶこと。特技はどこでも眠れること。

## 作品リスト

### 漫画作品
- 5月の恋ひこうき（『なかよしラブリー』2009年秋の号） - デビュー作。
- スマイル アルバム（『なかよしラブリー』2009年冬の号）
- すいこまれる･･･（『地獄少女 閻魔あいセレクション 激こわストーリー 悪』2010年） - 単行本描き下ろし。
- 一人かくれんぼ（『地獄少女 閻魔あいセレクション 激こわストーリー 怪』2011年） - 単行本描き下ろし。
- 夜色猫はキミだけにワガママに（『なかよし』2012年10月号・11月号）
- 170cm★オトメチカ（『なかよし』2013年9月号 - 2014年4月号）
- 探偵チームKZ事件ノート（原作：藤本ひとみ/住滝良、『なかよし』2015年11月号[3] - 2016年7月号） - 青い鳥文庫（講談社）から刊行されているシリーズのコミカライズ作品。
- 秘密のチャイハロ（原作：鈴木おさむ、『なかよし』2018年1月号[4] - 2020年7月号[5]）
- 偽り姫の内緒ごと〜後宮で身代わりの妃を演じたら、皇帝と護衛に寵愛されました〜（原作：雨川透子、『Palcy』2021年10月26日[6] - 2023年8月29日[7]、『なかよし』2021年12月号[6] - 2023年10月号[8]） - 『Palcy』先行公開[9]、同時連載作品[6]

### イラスト
- なかよしゲーム委員会（『なかよし』2014年4月号 - 2015年3月号）
- 生活向上委員会!シリーズ（著：伊藤クミコ、青い鳥文庫、2016年 - 2020年、全13巻）
- 小説 秘密のチャイハロ（著：伊藤クミコ、青い鳥文庫、2019年、全3巻） - 漫画のノベライズ。
- おもしろい話が読みたい! ゲキ恋!（青い鳥文庫、2019年） - 小説のアンソロジー。

### 書籍
全て講談社〈講談社コミックスなかよし〉より刊行。
- 『170cm★オトメチカ』2014年、全2巻
  1. 2014年1月10日発売[10]、ISBN 978-4-06-364412-8
  2. 2014年4月30日発売[11]、ISBN 978-4-06-364423-4
- 『探偵チームKZ事件ノート』原作：藤本ひとみ/住滝良、2015年 - 2016年、全2巻
- 『秘密のチャイハロ』原作：鈴木おさむ、2018年 - 2020年、全8巻
  1. 2018年8月9日発売[12]、ISBN 978-4-06-512659-2
  2. 2018年9月13日発売[13]、ISBN 978-4-06-513044-5
  3. 2019年2月13日発売[14]、ISBN 978-4-06-514728-3
  4. 2019年7月12日発売[15]、ISBN 978-4-06-516459-4
  5. 2019年11月13日発売[16]、ISBN 978-4-06-517833-1
  6. 2020年2月13日発売[17]、ISBN 978-4-06-518549-0
  7. 2020年7月13日発売[18]、ISBN 978-4-06-520298-2
  8. 2020年7月13日発売[19]、ISBN 978-4-06-520300-2
- 『偽り姫の内緒ごと〜後宮で身代わりの妃を演じたら、皇帝と護衛に寵愛されました〜』原作：雨川透子、2022年 - 、既刊4巻（2023年5月30日現在）
  1. 2022年1月28日発売[20]、ISBN 978-4-06-526670-0
  2. 2022年6月30日発売[21]、ISBN 978-4-06-528205-2
  3. 2022年10月28日発売[22]、ISBN 978-4-06-529538-0
  4. 2023年5月30日発売[23]、ISBN 978-4-06-531409-8

### アンソロジー
- 地獄少女 閻魔あいセレクション 激こわストーリー 悪（2010年8月）
  - 『すいこまれる･･･』収録
- 勇気 本当にあったツライいじめ（2011年9月6日発売、ISBN 978-4-06-364322-0[24]）
  - 『P.S.いじめを終わらせる方法』収録
- 地獄少女 閻魔あいセレクション 激こわストーリー 怪（2011年12月）
  - 『一人かくれんぼ』収録